# Örebro stad
Denna artikel handlar om den tidigare kommunen Örebro stad. För orten se Örebro, för dagens kommun, se Örebro kommun.
Örebro stad var en stad och kommun i Örebro län. 

## Administrativ historik
Någon gång på 1200-talet tros Örebro ha fått stadsprivilegier. Det omnämns som centralort i kungliga brev från 1260-talet och där fanns ett mynthus 1285.
Staden blev en egen kommun, enligt Förordning om kommunalstyrelse i stad (SFS 1862:14) den 1 januari 1863, då Sveriges kommunsystem infördes.
1875–1937 inkorporerades delar av Längbro landskommun som 1937 fullt ut uppgick i staden.
- 1875 - Norra Smedjebacken (inklusive dagens Choisie-område), Södra Smedjebacken (området motsvarande Hamnplan), Örebro kvarn, alla holmar vid Örebro slott inklusive själva Slottsholmen och Varboholmen, Husarstallets tomt, Arbetshusets tomt, tomten för Huserernas kanslihus och ridhus, fängelsetomten, samt Karolinska läroverkets tomt. Dessa delar hade tidigare tillhört Längbro landskommun och Ånsta landskommun.
- 1896 - Södra delen av Alnängarna, d.v.s. området norr om Svartån, som begränsas av Fredsgatan, Skolgatan och Grev Rosengatan, innefattande Stora Holmen och tomten för nuvarande Universitetssjukhuset.
- 1903 - Västra Mark, och ett område som begränsas av Markgatan, Ekersgatan, Lundbygatan, Trängkårsvägen, samt järnvägen Örebro–Frövi. Detta område tillhörde tidigare Längbro landskommun.
- 1906 - Myrö utjord, dagens Örnsro, tidigare tillhörande Längbro landskommun.
- 1937 - Återstoden av Längbro landskommun, inklusive norra delen av Alnängarna och Rynninge. En mindre del av Längbro fördes dock till Rinkaby landskommun.

1943 inkorporerades Almby landskommun och Ånsta landskommun. I samband med kommunreformen 1952 inkorporerades Ekers landskommun.
1 januari 1961 överfördes från Örebro stad och Längbro församling till Tysslinge landskommun och församling ett obebott område (stadsägoområdet nummer 512) omfattande en areal av 0,02 km², varav allt land.
1 januari 1967 inkorporerades Mosjö landskommun (inkluderande tidigare Täby landskommun).
1 januari 1971 ombildades staden till Örebro kommun.

### Judiciell tillhörighet
Staden hade en egen jurisdiktion med en rådhusrätt, vilken uppgick 1971 i Örebro tingsrätt.

### Kyrklig tillhörighet
Stadsförsamlingen Örebro församling delades 1913 i Örebro Södra församling och Örebro Norra församling. Örebro Södra församling namnändrades 1921 till Örebro Nikolai församling, varur Adolfsbergs församling utbröts 1995. Örebro Norra församling namnändrades 1921 till Örebro Olaus Petri församling. 1 januari 1937 tillkom Längbro församling, 1 januari 1943 Almby församling och Ånsta församling, 1 januari 1952 Ekers församling. 1 januari 1954 uppgick Ekers och Ånsta församlingar i Längbro församling. 1 januari 1967 tillkom Mosjö församling och Täby församling.

### Sockenkod
För registrerade fornfynd med mera så återfinns staden inom ett område definierat av sockenkod 2272 som motsvarar den omfattning Ekers socken och staden hade kring 1950, vilken då även innefattar Almby socken, Ånsta socken och Längbro socken.

## Stadsvapnet
Blasonering: "En på guldfärg anbragt till vänster seende svart örn med röd näbb och röda fötter, åtföljd till höger om huvudet av en blå sexuddig stjärna och till vänster av en halvmåne i samma färg".
Örebro kommunvapen har gällt för staden Örebro sedan gammalt, stadens äldsta kända sigill från 1331 visar örnen och månen, och vapnet fastställdes 1915. När det registrerades för den nybildade kommunen på 1970-talet kompletterades blasoneringen beträffande månens utseende. Blasonering efter 1971: I fält av guld en till vänster seende svart örn med näbb och fötter röda, åtföljd till höger om huvudet av en sexuddig stjärna och till vänster om detta av en avtagande måne, båda blå".

## Geografi
Örebro stad omfattade den 1 januari 1952 en areal av 124,56 km², varav 123,73 km² land. Efter nymätningar och arealberäkningar färdiga den 1 januari 1960 omfattade staden den 1 januari 1961 en areal av 126,40 km², varav 125,79 km² land.

### Tätorter i kommunen 1960
| Tätort                   | Folkmängd |
| ------------------------ | --------- |
| Örebro                   | 71 310    |
| Adolfsberg               | 1 418     |
| Brickebacken             | 361       |
| Närkes Marieberg, del av | 33        |

Tätortsgraden i staden var den 1 november 1960 97,0 procent.

## Politik

### Mandatfördelning i valen 1919–1966
| 24 | 13 | 13 |

| 46 |

| 25 | 11 | 14 |

| 46 |

|  | 21 | 14 | 13 |

| 46 |

|  | 22 |  | 10 |  | 15 |

| 45 |

| 24 | 9 |  | 16 |

| 44 |

| 27 |  | 8 | 13 |

| 46 |

| 33 | 8 | 9 |

| 42 | 8 |

|  | 36 | 9 | 9 |

| 47 | 9 |

| 4 | 31 | 14 | 7 |

| 47 | 9 |

|  | 33 | 17 | 5 |

| 46 | 10 |

|  | 30 | 17 | 7 |

| 45 | 11 |

| 30 | 14 | 12 |

| 44 | 12 |

| 34 |  | 14 | 7 |

| 44 | 12 |

| 3 | 27 | 4 | 14 | 8 |

| 47 | 9 |

## Befolkningsutveckling
| Befolkningsutvecklingen i Örebro stad 1750–1990                                                         | Befolkningsutvecklingen i Örebro stad 1750–1990 | Befolkningsutvecklingen i Örebro stad 1750–1990 | Befolkningsutvecklingen i Örebro stad 1750–1990 | Befolkningsutvecklingen i Örebro stad 1750–1990 |
| --- | ----------------------------------------------- | ----------------------------------------------- | ----------------------------------------------- | ----------------------------------------------- |
| |                                                 |                                                 |                                                 |                                                 |
| År |                                                 |                                                 | Folkmängd                                       |                                                 |
| 1750 | 1750                                            |                                                 | 2 215                                           |                                                 |
| 1760 | 1760                                            |                                                 | 3 070                                           |                                                 |
| 1769 | 1769                                            |                                                 | 3 257                                           |                                                 |
| 1780 | 1780                                            |                                                 | 3 593                                           |                                                 |
| 1790 | 1790                                            |                                                 | 3 873                                           |                                                 |
| 1800 | 1800                                            |                                                 | 3 267                                           |                                                 |
| 1810 | 1810                                            |                                                 | 3 013                                           |                                                 |
| 1820 | 1820                                            |                                                 | 3 448                                           |                                                 |
| 1830 | 1830                                            |                                                 | 4 113                                           |                                                 |
| 1840 | 1840                                            |                                                 | 4 227                                           |                                                 |
| 1850 | 1850                                            |                                                 | 5 177                                           |                                                 |
| 1860 | 1860                                            |                                                 | 7 377                                           |                                                 |
| 1870 | 1870                                            |                                                 | 9 100                                           |                                                 |
| 1880 | 1880                                            |                                                 | 11 785                                          |                                                 |
| 1890 | 1890                                            |                                                 | 14 547                                          |                                                 |
| 1900 | 1900                                            |                                                 | 22 013                                          |                                                 |
| 1910 | 1910                                            |                                                 | 30 082                                          |                                                 |
| 1920 | 1920                                            |                                                 | 36 033                                          |                                                 |
| 1930 | 1930                                            |                                                 | 37 523                                          |                                                 |
| 1940 | 1940                                            |                                                 | 48 910                                          |                                                 |
| 1950 | 1950                                            |                                                 | 66 922                                          |                                                 |
| 1960 | 1960                                            |                                                 | 75 527                                          |                                                 |
| 1970 | 1970                                            |                                                 | 89 942                                          |                                                 |
| 1980 | 1980                                            |                                                 | 83 134                                          |                                                 |
| 1990 | 1990                                            |                                                 | 84 672                                          |                                                 |
| Anm: Källor: Umeå universitet - Tabellverket 1749-1859, Demografiska databasen, CEDAR, Umeå universitet |                                                 |                                                 |                                                 |                                                 |